# Sijia (sockenhuvudort i Kina, Yunnan Sheng, lat 24,17, long 103,20)
Sijia (kinesiska: 五山) är en sockenhuvudort i Kina. Den ligger i provinsen Yunnan, i den sydvästra delen av landet, omkring 110 kilometer sydost om provinshuvudstaden Kunming. Antalet invånare är 18 552. Befolkningen består av 9 138 kvinnor och 9 414 män. Barn under 15 år utgör 20,0 %, vuxna 15-64 år 70 %, och äldre över 65 år 8,0 %.
Runt Sijia är det ganska tätbefolkat, med 134 invånare per kvadratkilometer. Närmaste större samhälle är Qingnianlu, 11,8 km nordväst om Sijia. I omgivningarna runt Sijia växer huvudsakligen savannskog.
Genomsnittlig årsnederbörd är 1 039 millimeter. Den regnigaste månaden är juni, med i genomsnitt 228 mm nederbörd, och den torraste är januari, med 14 mm nederbörd.